# Шаренградска ада
Шаренградска ада (на хърватски: Šarengradska ada, или само Шаренград, е ненаселен остров в река Дунав на Хърватия, за чиято държавна принадлежност претендира Сърбия.

## География
Разположен е североизточно от хърватското село Шаренград, намиращо се отвъд фарватера на Дунава. След тесен ръкав е заобиколен от Специалния природен парк „Караджорджево“ на територията на Сърбия. Ръкавът откъм Сърбия е широк само 100 метра, а основното русло (с фарватера) е с широчина около 300 метра.
Островът е със следните размери: дължина 4,9 километра и максимална широчина около 2,7 км. Частично е покрит с гори.

## История
Образуван вследствие от прокопаването на канала Мохово – Шаренград за изправяне на руслото на реката през 1909 г.
Съгласно решенията на Международната конференция по бивша Югославия в Брюксел от 1991 г. границите между бившите съюзни републики на СФРЮ стават граници между новите независими държави.
Островът, заедно с останалата част от Срем, Източна Славония и Бараня, остава под контрола на Република Сръбска Крайна. След мирното споразумение от 1998 година тези територии са съединени с Хърватия, но Шаренградска ада и остров Вуковар остават под сръбска военна окупация.
Сърбия извежда войските си от острова, заменяйки ги с полицейски сили, през 2004 г. Гражданите на Хърватия, владеещи имоти и имущество на острова, са лишени от възможност да се разпореждат с тях. Те могат да попаднат на острова чрез граничната връзка между градовете Илок (Хърватия) и Бачка паланка (Сърбия). Островът е открит за посещение за отдих през 2009 г.